# هنري فرانك
هنري فرانك (بالإنجليزية: Henry Frank)‏ هو شخصية أعمال وسياسي أمريكي، ولد في 1851، وتوفي في 1908. انتخب عضو مجلس نواب مونتانا.